# Кобзин, Ефим Никифорович
Ефим Никифорович Кобзин (укр. Юхим Никифорович Кобзін; 1904, Гайсин, Подольская губерния, Российская империя — ?) — советский государственный деятель, председатель Станиславского облисполкома (1949—1952).

## Биография
Родился в семье рабочего-каменщика. Трудовую деятельность начал в четырнадцатилетнем возрасте каменщиком, а затем слесарем Гайсинского сахарного завода в Винницкой области.
В 1922 г. вступил в комсомол. В 1924—1928 гг. — на руководящей комсомольской работе.
Член ВКП(б) с 1926 г. В 1947 г окончил курсы при Высшей партийной школе ЦК ВКП(б) в Москве.
- 1938 г. — заведующий отделом Киевского областного комитета КП(б) Украины,
- 1938—1939 гг. — исполняющий обязанности председателя исполнительного комитета Киевского областного совета депутатов трудящихся,
- 1939—1941 гг. — заместитель начальника Переселенческого управления при СНК СССР,
- апрель-сентябрь 1941 г. — начальник Переселенческого управления при СНК СССР,
- 1942 г. — заместитель начальника Управления по эвакуации населения при СНК СССР,
- 1942—1944 гг. — уполномоченный Министерства заготовок СССР по Саратовской области,
- 1944—1947 гг. — заместитель народного комиссара социального обеспечения Украинской ССР,
- 1947—1949 гг — заместитель председателя,
- 1949—1952 гг. — председатель исполнительного комитета Станиславского областного совета депутатов трудящихся,
- 1952—1955 гг.. — исполняющий обязанности заместителя, заместитель председателя исполнительного комитета Дрогобычского областного совета депутатов трудящихся,
- 1955—1957 гг. — председатель исполнительного комитета Трускавецкого городского совета депутатов трудящихся Дрогобычской области.

Депутат Верховного Совета УССР 3-го созыва.

## Награды и звания
- орден Ленина (7.02.1939)